# Liste des maires de Saint-Fargeau-Ponthierry

## Liste des maires
| Période                                  | Période                      | Identité                          | Étiquette   | Qualité |
| ---------------------------------------- | ---------------------------- | --------------------------------- | ----------- | --- |
| Les données manquantes sont à compléter. |                              |                                   |             | |
| juillet 2020                             | En cours (au 4 juillet 2020) | Séverine Félix-Boron (1974- )     | SE          | Formatrice d'enseignants dans l'Éducation nationale |
| mars 2014                                | juillet 2020                 | Jérôme Guyard (1962- )            | UMP-LR      | Entrepreneur, ancien président de la fédération du BTP 77 Conseiller départemental de Saint-Fargeau-Ponthierry (2015 → ) Vice-président de la CA Melun Val de Seine (2016 → 2020)                                          |
| juin 1995                                | mars 2014                    | Lionel Walker (1955- )            | DVG puis PS | Professeur d'histoire-géographie en détachement Conseiller général de Perthes (1995 → 2015) Vice-président du conseil général (2004 → 2015) 1er vice-président de la CC de Seine-École (2001 → 2014) Réélu en 2001 et 2008 |
| mars 1989                                | juin 1995                    | Francine Cuenot (1940-2017)       | DVD         | Mère au foyer, première adjointe (1983 → 1989) |
| mars 1983                                | mars 1989                    | Serge Hermann                     | DVD         | Directeur adjoint d'usine et ingénieur |
| novembre 1980                            | mars 1983                    | Michel Leguet                     |             | |
| octobre 1980                             | novembre 1980                | Délégation spéciale               |             | |
| mars 1977                                | octobre 1980                 | Roger Naucodié                    |             | |
| septembre 1975                           | mars 1977                    | Roger Meier                       |             | |
| juin 1968                                | septembre 1975               | Roger Gladieux                    |             | |
| mars 1965                                |                              | Max Pierrou                       |             | |
| octobre 1947                             | février 1965                 | Jacques Madelin                   |             | |
| novembre 1944                            | octobre 1947                 | Jacques Brettmon (1888-1968)      |             | Docteur en médecine |
| août 1944                                | octobre 1944                 | Alphonse Fercot                   |             | Chef d'entreprise, résistant FFI |
| novembre 1942                            | août 1944                    | Lucien Verdy                      |             | |
| novembre 1931                            |                              | Jules Graingault                  |             | |
| mai 1929                                 |                              | André Desforges                   |             | |
| novembre 1912                            |                              | Maurice Leroy                     |             | |
| juillet 1908                             |                              | Pierre Mollard                    |             | |
| février 1904                             |                              | Louis Baudet                      |             | |
| juillet 1897                             |                              | Charles Henri Fouche              |             | |
| juin 1896                                |                              | Alphonse Cotelle                  |             | |
| juillet 1871                             |                              | Edouard Alexis Desforges          |             | |
| 1859                                     |                              | Moreau-Chaslon                    |             | |
| 1857                                     |                              | Trenet                            |             | |
| 1852                                     | 1853                         | Étienne-Marie Chalopin            |             | |
| 1850                                     | 1851                         | Troncin                           |             | |
| 1838                                     |                              | Henri de Lyonne                   |             | |
| 1834                                     |                              | Jean-Baptiste Ouvrard             |             | |
| 1831                                     |                              | Jean Le Camus, baron de Moulignon |             | Général d'Empire |
| mai 1800                                 |                              | Alexis Desforges                  |             | |
| 1798                                     |                              | Reimond                           |             | |
| 1792                                     |                              | Jacques Loizeau                   |             | |
| 1791                                     |                              | Louis Hervy- Alexis Desforges     |             | |

Source : Les données antérieures à 1965 proviennent de l'ARH Fil d'Ariane.

## Pour approfondir